# Gemini Records
Gemini Records war ein  norwegisches Jazz-Plattenlabel, das von 1984 bis 2006 bestand.
Gemini Records wurde von Bjørn Petersen im norwegischen Asker gegründet; erste Veröffentlichung war ein Album von Bjarne Nerem. Das Label spezialisierte sich auf Aufnahmen des Jazz; hinzu kam 1989 das Schwesterlabel Taurus Records.  Die meisten Alben wurden von Jan Erik Kongshaug in den Osloer Rainbow Studios produziert.  2006 wurde die Produktion des Labels eingestellt.
Außer von Bjarne Nerem erschienen auf Gemini u. a. Alben von Kenny Davern, Kevin Dean, Harold Ashby, Egil Kapstad, Al Grey, Knut Riisnæs, Kristian Bergheim, Atle Hammer, Frode Thingnæs/Bjørn Johansen/Bjørn Alterhaug, Eivin Sannes, Benny Bailey, Slava Preobrazhenski/Nisse Sandström, Frank Wess, Per Husby, Dick Hyman/Niels-Henning Ørsted Pedersen, Harry Allen, Lars Erstrand, Zoot Sims, Al Cohn, Egil Johansen, Karin Krog, Per Nyhaug, Totti Bergh und von Jan Lundgren/Georg Riedel. Auf Taurus erschienen Alben u. a. von Odd Riisnæs, Dag Arnesen, Marit Sandvik, Sigurd Ulveseth, Ole Jacob Hystad, Espen Rud, Ivar Antonsen, Andy Laverne, John Pål Inderberg, Roger Johansen und Wenche Gausdal.

## Ausgewählte Alben
- Benny Bailey Quintet, While My Lady Sleeps (GMCD 69, 1991)
- Dick Hyman/Niels-Henning Ørsted Pedersen, Elegies, Mostly (GMCD 90, 1996)
- Egil Kapstad Trio, Remembrance (GMCD 82, 1994)
- Knut Riisnæs/Red Holloway, Confessin’ the Blues (GMCD 63, 1991)